# Bristow (Iowa)
Bristow – miasto w Stanach Zjednoczonych, w stanie Iowa, w hrabstwie Butler.

## Demografia
W 2000 liczyło 202 mieszkańców. W 2023 liczba mieszkańców spadła do 139 osób, a gęstość zaludnienia piniżej 58 osób/km².